# Kazimierz Tański

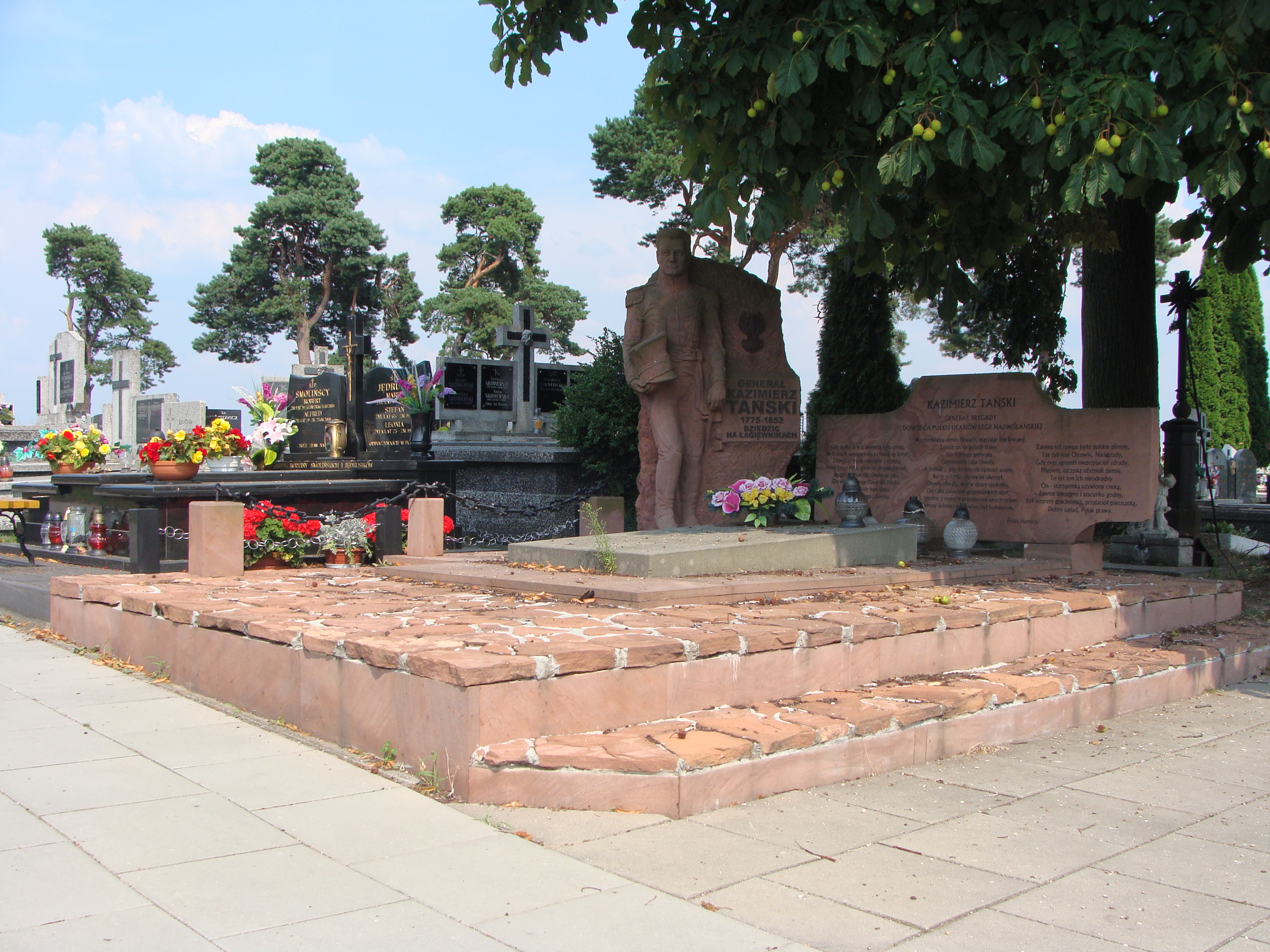
Pomnik gen. Kazimierza Tańskiego na cmentarzu w Chmielniku

Kazimierz Tański herbu Nałęcz (ur. 4 marca 1774 we wsi Dąbrówka Połajewska, zm. 7 marca 1853 w Łagiewnikach) – generał wojsk polskich, uczestnik insurekcji kościuszkowskiej i wojen napoleońskich.
Od 2004 r. gimnazjum w Chmielniku nosi imię gen. Kazimierz Tańskiego.

## Życiorys

### Służba wojskowa
Urodzony w rodzinie Andrzeja Tańskiego i Konstancji z Konieckich, w 1774 r. w Dąbrówce Połajewskiej. 

Po ukończeniu szkoły Pijarów w Radziejowie w wieku 14 lat zaciągnął się 13 lutego 1788 r. jako ochotnik do, 2 Brygady Kawalerii Narodowej.
W brygadzie w stopniu towarzysza służył w 19 chorągwi dowodzonej przez Dionizego Mniewskiego. W latach 1792–1794 brał udział m.in. w bitwie pod Zieleńcami, Dubienką i Szczekocinami. Pozostał w szeregach do rozwiązania wojska, co nastąpiło w Radoszycach 18 listopada 1794 roku.
W roku 1797 udał się do Mediolanu i tam 5 listopada wstąpił do Legionów Polskich przyjęty w stopniu podporucznika, 10 marca 1799 roku mianowany został porucznikiem i 24 sierpnia 1802 r. został przeniesiony do pułku jazdy.
Kapitanem został 20 sierpnia 1804 r.
W 1805 roku został ranny w bitwie pod Castelfranco.
W kampanii 1806 i 1807 roku przeciw Prusom, brał udział w bitwie pod Glatz 15 kwietnia 1807 r., za co 28 maja 1808 r.odznaczono go kawalerskim znakiem Legii Honorowej.
Będąc urlopowany podczas prywatnego pobytu w Petersburgu spełnił rolę kuriera dostarczając korespondencję Aleksandra I Romanowa do Napoleona Bonaparte W nagrodę mianowany adiutantem przy sztabie armii włoskiej pod dowództwem wicekróla Eugeniusza Beauharnaisa.
Ranny w bitwie pod Wagram. Awansował do stopnia majora 4 pułku I Legii Nadwiślańskiej i przyłączonym do dywizji generała Serrasa.
W marcu 1810 r. Tański ze swoim pułkiem wyruszył do Hiszpanii. W bitwie pod Benevente został ciężko ranny w nogę. Złożył dymisję i wyjechał do Paryża.
Kazimierz Tański wielokrotnie prosił Napoleona o mianowanie go majorem jakiegokolwiek francuskiego pułku jazdy, bez rezultatu bowiem 28 września 1810 r. minister jego prośby odrzucił. 30 kwietnia 1811 r. powołany został przez księcia Józefa Poniatowskiego na majora 11 Pułku Ułanów Księstwa Warszawskiego.
W sierpniu 1813 r. był dowódcą Ułanów Nadwiślańskich. Dostał się do niewoli na Węgrzech, w Stuhlweißenburgu, gdzie pozostawał do maja 1814 roku.
Po uwolnieniu, przez Wiedeń, Tański pojechał do Paryża. Mianowany tam dowódcą 3 Pułku Piechoty Liniowej.

### Życie rodzinne
10 lipca 1816 roku poślubił Justynę Konińską w Przedborzu. 18 stycznia 1818 roku na własną prośbę otrzymał dymisję będąc wówczas w stopniu generała brygady, z pozwoleniem noszenia munduru i ze stałą pensją. 5 października 1823 roku w Piórkowie urodził się Karol, syn Kazimierza Tańskiego.
Okres pobytu Tańskiego w Chmielniku zaczyna się od dnia 12 stycznia 1829 roku, kiedy to Dezydery Chłapowski odsprzedał Tańskiemu miasto Chmielnik wraz z przyległościami (Łagiewniki, Przededworze i Jasień) za 18 000 zł. Pod zarządem Tańskiego dobra chmielnickie przeżywały rozkwit. Dnia 19 maja 1848 roku dzięki staraniom Tańskiego Komisja Rządowa Spraw Wewnętrznych i Duchowych w Warszawie postanowiła przywrócić w mieście jeden dzień targowy w dni czwartkowe. Kazimierz Tański 14 września 1844 roku wystąpił w imieniu swoim i wiernych parafii chmielnickiej z inicjatywą do biskupa krakowskiego, aby ten postarał się u papieża o nadanie dnia odpustowego dla parafii Chmielnik. Kazimierz Tański zmarł 7 marca 1853 roku, w wieku 78 lat w Łagiewnikach. Ceremonia pogrzebowa rozpoczęła się 11 marca wieczorem, od przewiezienia ciała do Chmielnika. Pogrzeb odbył się 12 marca rano. Generał został pochowany w podziemiach kościoła w Chmielniku, a następnie przeniesiony na cmentarz parafialny. Na pomniku umieszczono napis, cyt.

GENERAŁ KAZIMIERZ TAŃSKI 1774-1853 DZIEDZIC NA ŁAGIEWNIKACH GENERAŁ BRYGADY DOWÓDCA PUŁKU LEGII NADWIŚLAŃSKIEJ
Gdy walka za kraj pierwszą cnotą była W bratnich szeregach on z chlubą się liczył Zwyciężać trudy i wrogów z ochotą Dość łatwo było gdzie on przewodniczył Bo gdy przeszkoda zjawiła się jaka On wskazał drogę sławy dla Polaka. Znajdzie ślady jego stopy w znacznej części Europy. W czterdziestu ośmiu bitwach staczając bój krwawy Jaśniał on na polach sławy. Nie każdego generała opromienia taka chwała. A jednak gdy minęły okropności wojny burze ucichły zły los się ukorzył Okryty chwałą lecz w duszy spokojny. On dla zatrudzeń gospodarskich ożył  I zgodnie z nowych przeznaczeń swych celem Świetny żołnierz wzorowym był bohaterem. Takiem też zawsze było polskie plemię Tak żyli nasi Ojcowie Naddziady Gdy oręż gromił nieprzyjaciół zdrady Pługiem ojczystą użyźniali ziemię. To też syn ich nieodrodny On staropolska ożywiony cnotą Zawsze uprzejmy i szacunku godny. Był wzorem gościnności przyjaciół pieszczotą. Dobry sąsiad, Polak prawy. Feliks Homicki

.
Kazimierz Tański w nagrodę za zasługi został odznaczony Krzyżem Kawalerskim Orderu Wojskowego Polskiego 22 lipca 1813 roku.
Napisał Pamiętniki: Piętnaście lat w Legionach (wyd. 1905). W 1830 roku został nagrodzony Znakiem Honorowym za 20 lat służby.

## Nagrody i odznaczenia
- Znak Honorowy za Długoletnią i Nieskazitelną Służbę
- Krzyż Kawalerski Orderu Virtuti Militari